# Arrondissement Troyes
Troyes is een arrondissement van het Franse departement Aube in de regio Grand Est. De onderprefectuur is Troyes.

## Kantons
Het arrondissement was tot 2014 samengesteld uit de volgende kantons:
- Kanton Aix-en-Othe
- Kanton Arcis-sur-Aube
- Kanton Bar-sur-Seine
- Kanton Bouilly
- Kanton Chaource
- Kanton La Chapelle-Saint-Luc
- Kanton Ervy-le-Châtel
- Kanton Essoyes
- Kanton Estissac
- Kanton Lusigny-sur-Barse
- Kanton Mussy-sur-Seine
- Kanton Piney
- Kanton Ramerupt
- Kanton Les Riceys
- Kanton Sainte-Savine
- Troyes 1e kanton
- Troyes 2e kanton
- Troyes 3e kanton
- Troyes 4e kanton
- Troyes 5e kanton
- Troyes 6e kanton
- Troyes 7e kanton

Na de herindeling van de kantons bij decreet van 21 februari 2014 met uitwerking op 22 maart 2015 zijn dat :
- Kanton Aix-en-Othe (35/36)
- Kanton Arcis-sur-Aube
- Kanton Bar-sur-Seine
- Kanton Brienne-le-Chateau (10/53)
- Kanton Creney-près-Troyes (8/33)
- Kanton Les Riceys
- Kanton Saint-André-les-Vergers
- Kanton Saint-Lyé (7/33)
- Kanton Troyes-1
- Kanton Troyes-2
- Kanton Troyes-3
- Kanton Troyes-4
- Kanton Troyes-5
- Kanton Vendeuvre-sur-Barse (24/37)